# Zweibach (Mosel)
Der Zweibach ist ein linker Zufluss der Mosel bei Neumagen-Dhron, Rheinland-Pfalz.
Er hat eine Länge von 2,892 Kilometern, ein Wassereinzugsgebiet von
4,303 Quadratkilometern und die Fließgewässerkennziffer 26754.

## Geographie

### Verlauf
Der Zweibach entspringt östlich des Hansenbergs (401 Meter über NN) auf der Gemarkungsgrenze von Klüsserath und Neumagen-Dhron. Er fließt in südöstlicher Richtung und mündet kurz nach der Unterquerung der Bundesstraße 53 südlich des Kandelbergs (271 Meter über NN) in die Mosel. 200 Meter vorher mündet der Urmeler Graben im Zweibach.
Die Mündung des Zweibaches liegt im Distrikt Zweibacherhof.
Der etwa 2,9 km lange Lauf des Zweibachs endet ungefähr 235 Höhenmeter unterhalb seiner Quelle, er hat somit ein mittleres Sohlgefälle von etwa 81 ‰.

### Einzugsgebiet
Das 4,303 km² große Einzugsgebiet des Zweibachs liegt im Naturraum Neumagener Moselschlingen und wird durch ihn über den Rhein zur Nordsee entwässert.
Es grenzt
- im Nordosten an das Einzugsgebiet des Kandelgrabens, der in den Rhein mündet;
- im Südosten an das des Rhein-Zuflusses Weierbach;
- im Südwesten und Westen an das der Salm, die über die Mosel in den Rhein entwässert;
- im Norden an das des Kramesbach, der in die Salm mündet und
- ansonsten an das des Rheins.

Die höchste Erhebung ist die Groß Koppenley mit einer Höhe von 410,7 m ü. NHN in Nordwesten des Einzugsgebiets.

### Zuflüsse
- Urmeler Graben[2] (rechts), 1,2 km, 1,65 km²
  - Thälster Graben (links), 1,0 km, 0,49 km²